# Isidiella labathiella
Isidiella labathiella is een vlinder uit de familie prachtmotten (Cosmopterigidae). De wetenschappelijke naam van deze soort is voor het eerst geldig gepubliceerd in 1956 door Viette.
De soort komt voor in tropisch Afrika.